# Пташиний рай (регіональний ландшафтний парк)
Регіона́льний ландша́фтний парк «Пташиний рай» — об'єкт природно-заповідного фонду України, регіональний ландшафтний парк. Розташований у межах Вишгородського району Київської області.  

## Загальні відомості

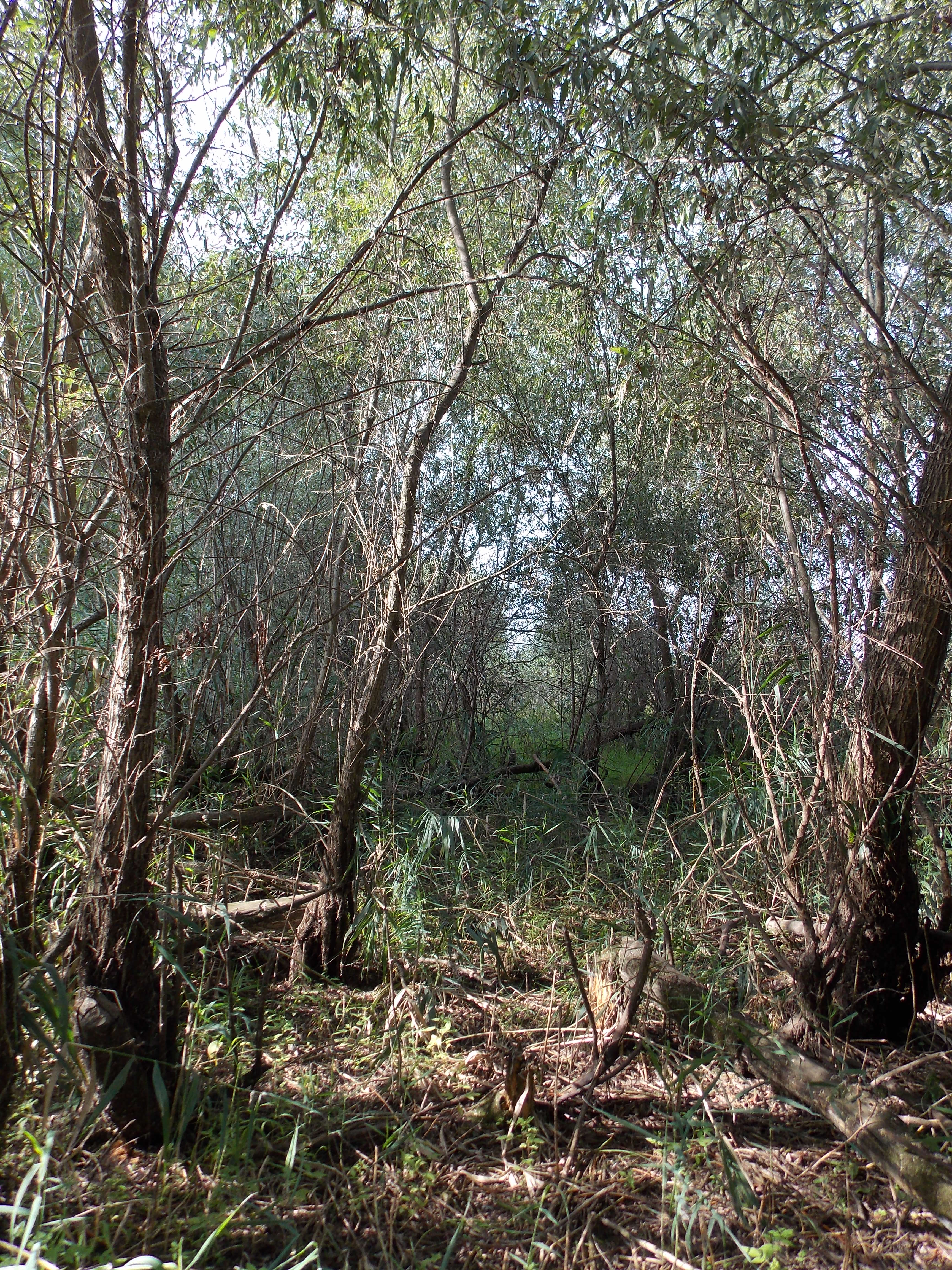
Фрагмент угруповання білої верби на заплавному острові Пташиний, РЛП "Пташиний рай"

Створено за обґрунтуванням Київського еколого-культурного центру рішенням Київської обласної ради № 369-19-VII від 14 грудня 2017 року. Об’єкт займає більшу частину архіпелагу найбільш північних київських островів: великого дніпровського острова Великий Північний, а також розташовані північніше косу-острів Пташиний та малий острів Вальковський. Межа об'єкту на острові Великий проходить по західній та північній межі території садових товариств. В усіх інших частинах проектований заказник має природні кордони – річища Дніпра. Загальна площа об’єкту 466,8 га. Об’єкт розташовується на території Київської області. Землекористувачами даної території є Вишгородська міська рада та ДП «Київська лісова науково-дослідна станція».
Острів Великий та прилеглі території об'єкту за фізико-географічним районуванням належать до Дніпровсько-Деснянського району Чернігівського Полісся. Це великий заплавний масив нижче греблі Київської ГЕС, що має висоту над рівнем Дніпра 2-4 метри. Висоти на острові – 90,9-98.2 м. н. р. м. Острів являє собою фрагмент лівобережної заплави в районі гирла Десни та утворився внаслідок діяльності одного з її рукавів – Річища. Зазначимо, що в даному місці безпосередньо до гирла р. Десна підходить край борової тераси Дніпра (алювіальні відклади пра-Дніпра, зокрема ур. Попове), а чисельні протоки, якими Дніпро проривався в Десну супроводжують піщані прируслові вали. Зважаючи на це, острів є високим, більша частина його за висотою відповідає високій заплаві Дніпра. В його основі залягають піски пра-Десни та пра-Дніпра. Рельєф плоский, слабко хвилястий, з окремими невеликими підвищеннями до 5 метрів та місцевим заболочуванням. Наявні окремі зниження, дюни, в западинах озера. Внаслідок цього на підвищеннях Великого переважають піщані та супіщані ґрунти, лише в невеликих западинах утворились слабо-дернові піщані ґрунти, які не мають на острові значного поширення. Подекуди – по західному та східному узбережжю – острів закріплено камінням. Ландшафт – псамофітні степи, що перемежовуються з ділянками дуже сухого соснового лісу, в прибережних та знижених ділянках. В 1960-х рр. острів був з’єднаний з лівим берегом підводною дамбою, яка збереглася і по сьогодні. Станом на 1996 р. його площа була 320 га. Наразі острів додатково зменшений внаслідок гідронамиву.
Острів Вальковський досить високий піщаний острів, береги якого обриваються піщаними кліфами. Імовірно, він колись являв одне ціле з Великим. Висоти на острові – 91,2-95,5 м.н.р.м. Впоперек острів перетинають підвищення, на одному з яких знаходиться високовольтна опора. Північна частина острова посилена насипаною з каміння дамбою.

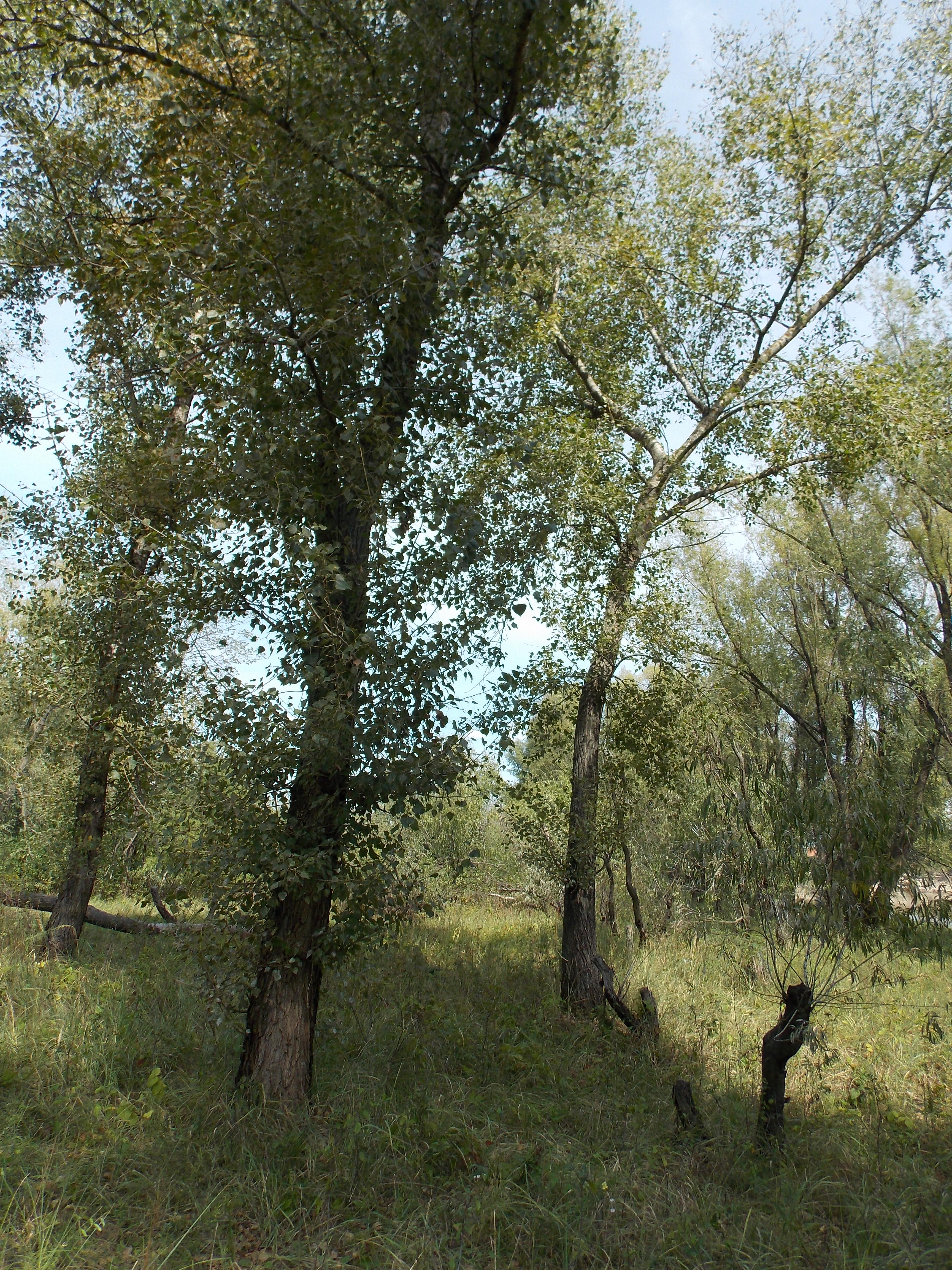
Фрагмент угруповання чорної тополі на острові Вальковський, РЛП "Пташиний рай"

Коса-острів Пташиний є одним з найцінніших островів в київському острівному архіпелагу. Адже це острів, який виник порівняно нещодавно на основі мілини, яка сформувалася на північ від острова Великого. Зважаючи на це на ньому зберігся природний гідрорежим. Фактично він являє собою верхівку великої розлогої мілини біля голови о. Великий. Пташиний яскраво демонструє нам послідовність заростання острова алювіального походження. Більша частина острова – це колишні неглибокі затоки між мілинами, наразі суцільно зарослі водно-болотяною рослинністю, з домінуванням заростів очерету. 